# Eddy Fort Moda Grog
Eddy Fortes, ook wel Eddy Fort Moda Grog, Eddie FMG en Eddie G (Mindelo, 4 juni 1950), is een Kaapverdisch-Nederlands rapper. Hij was in de jaren negentig een pionier in de hiphopmuziek op de Kaapverdische eilanden.

## Biografie
Fortes werd geboren in Mindelo op de Kaapverdische eilanden en groeide op in Rotterdam. Later verhuisde hij naar Antwerpen.
In het midden van de jaren negentig maakte hij als Eddie G deel uit van de Cabo Funk Alliance, samen met Vortex Guardian (ook wel Angel ICE), Jay-B (José Justino Bronze) en G. Mendes. Met deze groep bracht hij twee albums op een muziekcassette uit, CouNtDown (1994) en Cabo Alliance II (1995), en een ep op een cd, Hoje è quel dia (1995). Hun muziek was aanvankelijk in het Engels. Later stapten ze over naar het Nederlands in combinatie met het Kaapverdisch-Creools.
Na twee jaar verliet hij de groep en ging hij solo verder. Ook werkte hij mee met andere artiesten. Hij is onder meer te horen op het album Criol na Coraçao (2005) van Kodé en op Fidju Di Kriolu (2011) van La MC Malcriado. In 2007 rapte hij met Yes-R op het Delfshaven Festival.